# Paul Berndt (Schauspieler)
Paul Berndt (* 1932; † 2011) war ein deutscher Schauspieler.

## Leben
Berndt debütierte 1950 im Kinofilm Familie Benthin und war bis zum Ende des Jahrhunderts in über achtzig Produktionen, darunter vielen des DFF zu sehen. Gelegentlich war er auch als Drehbuchautor aktiv und als Hörspielsprecher an zahlreichen Aufnahmen beteiligt.

## Filmografie (Auswahl)
- 1950: Familie Benthin
- 1952: Sein großer Sieg
- 1956: Zehn Jahre und drei Tage (Fernsehfilm)
- 1959: Es geschah in Berlin (Fernsehfilm)
- 1959: Reportage 57
- 1959: Prozess Parisius (Fernsehfilm)
- 1959: Ein Haus voller Leichen (Fernsehfilm)
- 1959–1960: Blaulicht (Fernsehserie, 2 Folgen)
- 1960: Flucht aus der Hölle (Fernseh-Mehrteiler, 1 Folge)
- 1960: Prezil jsem svou smrt
- 1961: Der Meisterboxer (Fernsehfilm)
- 1961: Trufanowa (Fernsehfilm)
- 1961: Gewissen in Aufruhr (Fernsehserie, 1 Folge)
- 1961: Der keusche Lebemann (Fernsehfilm)
- 1961: Die letzte Nacht (Fernsehfilm)
- 1962: Terror (Fernsehfilm)
- 1962: Freispruch mangels Beweises
- 1962: Die Jagd nach dem Stiefel
- 1962: Indizien – Geständnisse – Beweise (Fernsehserie, 1 Folge)
- 1962: Ach, du fröhliche …
- 1962: Das zweite Gleis
- 1962: Ist doch kein Wunder (Fernsehfilm)
- 1962: Das grüne Ungeheuer (Fernsehserie, 1 Folge)
- 1962: Spuck (Fernsehfilm)
- 1962: Mord ohne Sühne
- 1962: Eine Nacht und kein Morgen (Fernsehfilm)
- 1963: Tote reden nicht (Fernsehfilm)
- 1963: Die Glatzkopfbande
- 1963: Koffer mit Dynamit
- 1963: Mord in Riverport (Fernsehserie, 3 Teile)
- 1963: Drei Kriege – 1. Teil: Tauroggen (Fernsehfilm)
- 1963: Die Spur führt in den 7. Himmel (Fernsehserie, 1 Folge)
- 1964: Der geteilte Himmel
- 1964: Zu viele Kreuze
- 1964: Drei Kriege – 2. Teil: Hinter den Fronten (Fernsehfilm)
- 1965: Abgelegt unter M (Fernsehfilm)
- 1965: Eine schreckliche Frau
- 1966: Schwarze Panther (Drehbuch)
- 1968: Spur des Falken
- 1968: Geheimkommando Ciupaga (Fernsehserie, 1 Folge)
- 1968: Rote Bergsteiger (Fernsehserie, 3 Folgen)
- 1969: Jungfer, Sie gefällt mir
- 1969: Nebelnacht
- 1969: Rendezvous mit unbekannt (Fernsehserie)
- 1969: Seine Hoheit – Genosse Prinz
- 1969: Weiße Wölfe
- 1969: Androklus und der Löwe (Fernsehfilm)
- 1969: Rendezvous mit Unbekannt (Fernsehserie, 1 Folge)
- 1969: Unterwegs zu Lenin
- 1970: Jeder stirbt für sich allein (Fernsehfilm, 3 Teile)
- 1970: Hart am Wind
- 1971: Pulapka
- 1971: Befreiung III. Teil. Die Hauptstoßrichtung
- 1971: Osvobozhdenie: Posledniy shturm
- 1971: Befreiung Teil IV: Die Schlacht um Berlin
- 1972: Januskopf
- 1973: Alarm am See (Fernsehfilm)
- 1973: Stülpner-Legende (Fernsehserie)
- 1974: Ulzana
- 1976: Das Mädchen Krümmel (Fernsehserie, 1 Folge)
- 1976: Weimarer Pitaval (Fernsehserie, 1 Folge)
- 1976: Schließt mir nicht die Augen (Fernsehfilm)
- 1976: Polizeiruf 110: Vorurteil? (Fernsehserie)
- 1978: Brandstellen
- 1978: Gefährliche Fahndung (Fernsehserie, 1 Folge)
- 1978: Dialog (Fernsehserie)
- 1980: Archiv des Todes (Fernsehserie, 1 Folge)
- 1980: Alma schafft alle (Fernsehfilm)
- 1981: Darf ich Petruschka zu dir sagen?
- 1981: Der ungebetene Gast (Fernsehfilm, 2 Teile)
- 1982: Hotel Polan und seine Gäste (Fernsehserie, 1 Folge)
- 1983: Märkische Chronik (Fernsehserie, 8 Folgen)
- 1983: Zille und ick
- 1983: Ach du meine Liebe (Fernsehfilm)
- 1983: Das Zweite Leben des Dr. Gundlach (Fernsehfilm)
- 1984: Ach du meine Liebe (Fernsehfilm)
- 1985: Die Gänse von Bützow
- 1990: Polizeiruf 110: Tödliche Träume (Fernsehreihe)
- 1990: Grönland
- 1990: Biologie!
- 1991: Der Rest, der bleibt (Fernsehfilm)
- 1991: Das Licht der Liebe
- 1992: Banale Tage
- 1996: Tatort – Tod auf Neuwerk (Fernsehreihe)
- 1999: Großstadtrevier (Fernsehserie, eine Folge)